# Łaźnie miejskie w Libercu

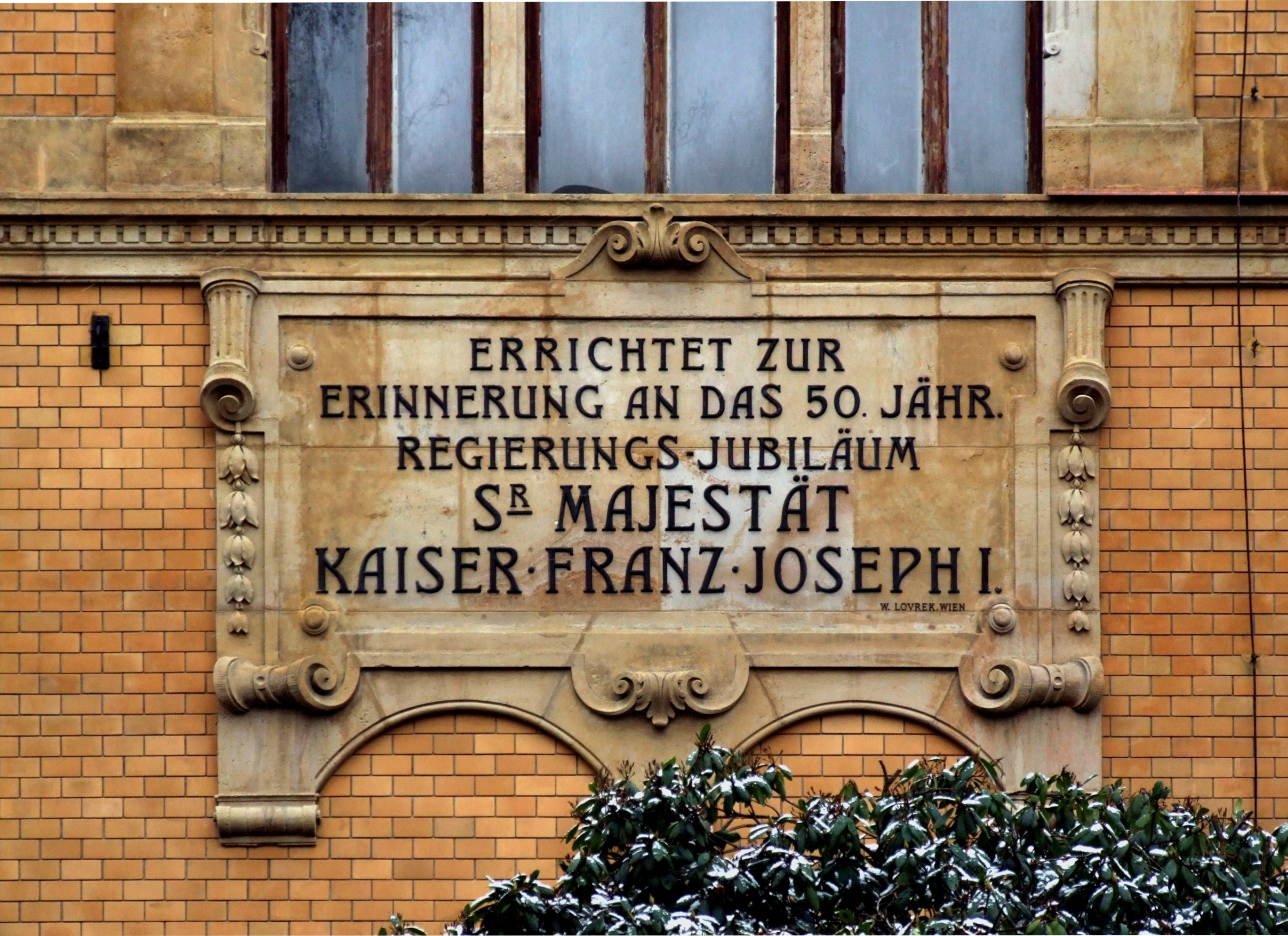
Tablica pamiątkowa

Łaźnie miejskie w Libercu (cz. Městské lázně v Liberci) - zabytkowy obiekt znajdujący się w stolicy kraju libereckiego.
Łaźnie są jednym z kilku monumentalnych budynków Liberca, pochodzących z przełomu XIX i XX wieku i reprezentujących modny wówczas styl historyzmu. 

## Historia
Wzmianka o pierwszych łaźniach w mieście pojawia się około roku 1500 - znajdowały się one w miejscu do dzisiaj zwanym Lazebnický vrch. Dopiero jednak w 1897 roku otwarto pierwsze łaźnie z prysznicami przy ulicy Pastýřskiej. Wzrost znaczenia higieny sprawił, że podjęto postanowienie wzniesienia dużych łaźni miejskich z prawdziwego zdarzenia.
Obiekt wybudowano jako inwestycja spółki Reichenberger Sparkasse (Liberecká spořitelna) w latach 1900-1902, według projektu wiedeńskiego architekta Petra Paula Branga, który w późniejszym okresie zaprojektował jeszcze dwa kompleksy łaźni w Austro-Węgrzech. Kierownikiem budowy był mieszkaniec Liberca, Adolf Bürger. Otwarto je oficjalnie 17 marca 1902 roku - uczczono w ten sposób 50-lecie panowania Franciszka Józefa I (przypadało cztery lata wcześniej), łaźnie otrzymały więc nazwę Kaiser-Franz-Josef-Bad (Lázně císaře Františka Josefa).
Nowoczesne łaźnie stanęły na skrzyżowaniu promenady Kaiser Franz Josef Strasse (później Bayerstrasse, Leninova třída, obecnie Masarykova) i ulicy Vítěznej; po sąsiedzku stał już od kilku lat gmach Muzeum Północnoczeskiego (Severočeské muzeum), wybudowany w tym samym stylu jako Nordböhmisches Gewerbe-Museum in Reichenberg. Główne wejście umieszczono od strony ulicy, której patronował cesarz. Architekt musiał rozwiązać problem dużej różnicy wzniesień (między wejściem a końcową ścianą jest 6 metrów) na dostępnej działce - wykorzystał ją do umieszczenia w piwnicy kotłowni. 
Fasady neorenesansowego budynku są bogato zdobione z licznymi dekoracjami rzeźbiarskimi miejscowych artystów (E. Gerhart i F. Craske). Również we wnętrzu dwuskrzydłowego obiektu nie szczędzono środków na wykończenia. W dłuższym skrzydle, wzdłuż ulicy Vítěznej, znajdował się główny basen o rozmiarach 10 na 20 metrów, a także galerie z szatniami, prysznicami i wannami I, II oraz III klasy. Goście mogli korzystać również z kawiarni, basenu z zimną wodą, masaży, pedicurzystów oraz rzymsko-irlandzkiej łaźni parowej.
Łaźnie służyły mieszkańcom do końca lat 80. XX wieku, następnie zostały zamknięte i zwrócono je spółce Česká spořitelna. W kolejnych latach kilkukrotnie zmieniały właściciela, coraz bardziej popadając w ruinę. Dopiero w 2005 roku zakupiło je miasto i rozpoczęło intensywny remont. Prace, które do 2013 roku pochłonęły 360 milionów koron, przystosowały obiekt do pełnienia funkcji kulturalnych - mieści się tutaj główna siedziba Oblastní galerie v Liberci. Otwarto ją dla publiczności 28 lutego 2014 roku.